# Diania
Diania is een geslacht van uitgestorven Lobopodia dat mogelijk dicht bij de oorsprong van de Arthropoda stond. 

## Vondst en naamgeving
Fossielen van de soort zijn onafhankelijk ontdekt door Liu Jianni, Ou Qiang en Michael Steiner.
Het holotype ELI-WD006A,B is een relatief compleet, maar op een plaat en tegenplaat samengedrukt exemplaar uit Cambrische lagen, de Yuanshanformatie uit China dat dateert uit het Atdabanien en ongeveer 518 miljoen jaar oud is. Het fossiel werd in 2011 beschreven door Liu et al. en kreeg de soortnaam Diania cactiformis. Dit is de enige soort binnen het geslacht. De geslachtsnaam verwijst naar Dian, een oude naam voor Yunnan. Het dier kreeg de bijnaam 'de wandelende cactus'. De soortaanduiding cactiformis verwijst hiernaar en betekent letterlijk cactus-vormige of cactusachtige. Specimen ELI-WT002A,B is toegewezen.

## Anatomie en morfologie
Zoals de soortnaam al zegt, zag Diania er enigszins uit als een cactus. Het zes centimeter lange dier was stekelig en in het speciaal de pootachtige structuren waren bezet met grote stekels. Aangezien de pootachtige structuren vrij robuust waren in vergelijking met het lichaam en er ook sporen van gewrichten te zien zijn op het fossiel, kan men aannemen dat het dier met, op zijn minst een paar van zijn poten liep. Diania had twintig poten, tien paar. Het fossiel laat een houding zien waarin het lijkt alsof het dier met de zes achterste paren liep, terwijl de voorste vier paren naar voren wezen. Dit doet vermoeden dat het dier liep met de achterste zes paren, terwijl de rest van het lijf, waaronder de overige vier paren en de probiscus (kopachtige structuur), enigszins opgericht gehouden werden. De probiscus werd mogelijk gebruikt om voeding in te nemen, hoewel er geen restanten van een mond en/of darmkanaal zijn gevonden. Of het dier hersenen bezat is ook niet duidelijk, omdat deze niet aangetroffen zijn in het fossiel. Verder zijn er ook geen ogen of andere tekens van mogelijke zintuigen gevonden.
|  | Primitievere Anomalocaridae, en verwanten zoals beerdiertjes en uitgestorven vormen als Kerygmachela en Opabinia.                          |
|  | |
|  | \| \| Schinderhannes bartelsi \| \| \| \| \| \| Arthropoda, waaronder levende groepen en uitgestorven vormen zoals trilobieten \| \| \| \| |
|  | |
|  | Schinderhannes bartelsi |
|  | |
|  | Arthropoda, waaronder levende groepen en uitgestorven vormen zoals trilobieten                                                             |
|  | |

|  | Schinderhannes bartelsi                                                        |
|  |                                                                                |
|  | Arthropoda, waaronder levende groepen en uitgestorven vormen zoals trilobieten |
|  |                                                                                |

|  | Primitievere Anomalocaridae, en verwanten zoals beerdiertjes en uitgestorven vormen als Kerygmachela en Opabinia.                          |
|  | |
|  | \| \| Schinderhannes bartelsi \| \| \| \| \| \| Arthropoda, waaronder levende groepen en uitgestorven vormen zoals trilobieten \| \| \| \| |
|  | |
|  | Schinderhannes bartelsi |
|  | |
|  | Arthropoda, waaronder levende groepen en uitgestorven vormen zoals trilobieten                                                             |
|  | |

|  | Schinderhannes bartelsi                                                        |
|  |                                                                                |
|  | Arthropoda, waaronder levende groepen en uitgestorven vormen zoals trilobieten |
|  |                                                                                |

|  | Primitievere Anomalocaridae, en verwanten zoals beerdiertjes en uitgestorven vormen als Kerygmachela en Opabinia.                          |
|  | |
|  | \| \| Schinderhannes bartelsi \| \| \| \| \| \| Arthropoda, waaronder levende groepen en uitgestorven vormen zoals trilobieten \| \| \| \| |
|  | |
|  | Schinderhannes bartelsi |
|  | |
|  | Arthropoda, waaronder levende groepen en uitgestorven vormen zoals trilobieten                                                             |
|  | |

|  | Schinderhannes bartelsi                                                        |
|  |                                                                                |
|  | Arthropoda, waaronder levende groepen en uitgestorven vormen zoals trilobieten |
|  |                                                                                |

|  | Primitievere Anomalocaridae, en verwanten zoals beerdiertjes en uitgestorven vormen als Kerygmachela en Opabinia.                          |
|  | |
|  | \| \| Schinderhannes bartelsi \| \| \| \| \| \| Arthropoda, waaronder levende groepen en uitgestorven vormen zoals trilobieten \| \| \| \| |
|  | |
|  | Schinderhannes bartelsi |
|  | |
|  | Arthropoda, waaronder levende groepen en uitgestorven vormen zoals trilobieten                                                             |
|  | |

|  | Schinderhannes bartelsi                                                        |
|  |                                                                                |
|  | Arthropoda, waaronder levende groepen en uitgestorven vormen zoals trilobieten |
|  |                                                                                |

|  | Primitievere Anomalocaridae, en verwanten zoals beerdiertjes en uitgestorven vormen als Kerygmachela en Opabinia.                          |
|  | |
|  | \| \| Schinderhannes bartelsi \| \| \| \| \| \| Arthropoda, waaronder levende groepen en uitgestorven vormen zoals trilobieten \| \| \| \| |
|  | |
|  | Schinderhannes bartelsi |
|  | |
|  | Arthropoda, waaronder levende groepen en uitgestorven vormen zoals trilobieten                                                             |
|  | |

|  | Schinderhannes bartelsi                                                        |
|  |                                                                                |
|  | Arthropoda, waaronder levende groepen en uitgestorven vormen zoals trilobieten |
|  |                                                                                |

|  | Primitievere Anomalocaridae, en verwanten zoals beerdiertjes en uitgestorven vormen als Kerygmachela en Opabinia.                          |
|  | |
|  | \| \| Schinderhannes bartelsi \| \| \| \| \| \| Arthropoda, waaronder levende groepen en uitgestorven vormen zoals trilobieten \| \| \| \| |
|  | |
|  | Schinderhannes bartelsi |
|  | |
|  | Arthropoda, waaronder levende groepen en uitgestorven vormen zoals trilobieten                                                             |
|  | |

|  | Schinderhannes bartelsi                                                        |
|  |                                                                                |
|  | Arthropoda, waaronder levende groepen en uitgestorven vormen zoals trilobieten |
|  |                                                                                |

|  | Primitievere Anomalocaridae, en verwanten zoals beerdiertjes en uitgestorven vormen als Kerygmachela en Opabinia.                          |
|  | |
|  | \| \| Schinderhannes bartelsi \| \| \| \| \| \| Arthropoda, waaronder levende groepen en uitgestorven vormen zoals trilobieten \| \| \| \| |
|  | |
|  | Schinderhannes bartelsi |
|  | |
|  | Arthropoda, waaronder levende groepen en uitgestorven vormen zoals trilobieten                                                             |
|  | |

|  | Schinderhannes bartelsi                                                        |
|  |                                                                                |
|  | Arthropoda, waaronder levende groepen en uitgestorven vormen zoals trilobieten |
|  |                                                                                |

|  | Primitievere Anomalocaridae, en verwanten zoals beerdiertjes en uitgestorven vormen als Kerygmachela en Opabinia.                          |
|  | |
|  | \| \| Schinderhannes bartelsi \| \| \| \| \| \| Arthropoda, waaronder levende groepen en uitgestorven vormen zoals trilobieten \| \| \| \| |
|  | |
|  | Schinderhannes bartelsi |
|  | |
|  | Arthropoda, waaronder levende groepen en uitgestorven vormen zoals trilobieten                                                             |
|  | |

|  | Schinderhannes bartelsi                                                        |
|  |                                                                                |
|  | Arthropoda, waaronder levende groepen en uitgestorven vormen zoals trilobieten |
|  |                                                                                |

Over de kleur van het dier kan slechts gespeculeerd worden. Hoewel het dier in het fossiel enigszins roodbruin aandoet, hoeft dit niet te betekenen dat de kleur van dit dier ook roodbruin was. Deze roodbruine kleur was vermoedelijk het gevolg van de staat van de rotsen en mineralen waarin het fossiel gevonden is. Normaliter fossiliseren de kleuren van een organisme niet, hoewel er uitzonderingen bekend zijn. Deze dateren echter allen uit veel jongere rotsen dan Diania.

## Fylogenie
Diania lijkt een belangrijke vondst in de evolutie van de Arthropoda (geleedpotigen) te zijn. Hij behoorde tot de Xenusia, een groep die ook andere geheimzinnige dieren uit het Cambrium omvat, als Hallucigenia en Xenusion. De plaatsing van de groep was voorheen erg onduidelijk, en hoewel men aan de hand van kleine aanwijzingen een onzekere plaatsing vlak bij de basis van de Arthropoda vaststelde, is nu meer duidelijk geworden. Diania en andere leden van de Xenusia waren misschien verwant aan andere groepen, die (mogelijk) dicht bij de basis van de Arthropoda stonden als fluweelwormen, beerdiertjes en enkele uitgestorven groepen als de Anomalocaridae en mogelijk verwante dieren als Kerygmachela, Parapeytoia en Opabinia. Waarschijnlijk waren de leden van de Xenusia het nauwst verwant aan de hedendaagse fluweelwormen.